# Turminha da Graça
A Turminha da Graça é uma série de histórias em quadrinhos e de desenho animado evangélica, produzida pela Graça Editorial e Graça Filmes, respectivamente (das quais o seu presidente e fundador é R. R. Soares). A revista em quadrinhos foi criada em 2005, e possui uma tiragem mensal de 82 mil exemplares distribuídos em todo o país. O desenho animado começou a ser produzido em 2010.

## Exibição do Desenho Animado na TV
O Desenho Animado da turminha da graça estreou no dia 15 de fevereiro de 2010 em canal aberto pela RIT e TV Cultura até 2012, posteriormente exibido também pelo SBT através do programa Bom Dia & Companhia e pela Band através do TV Kids entre 2010 e 2013, tendo sua série reprisada nos canais Band, SBT e TV Cultura entre 2015 e 2017.
Em Portugal, a série foi emitida pela SIC entre 2011 e 2013, sendo exibido também em canal fechado pelo Canal Panda em março de 2012, a série também reprisada entre 2016 e 2018.

## A revista
A revista é voltada para o público evangélico infantil, e trata de assuntos bíblicos baseados nas situações que crianças passam no seu dia a dia. Foi lançada em 2001, mas havia parado sua produção em 2004, sendo reformulada um ano depois, em 2005, na qual mudou todo o projeto gráfico e os personagens da revista. Em 2008, a marca Turminha da Graça fez parcerias com empresas do ramo alimentício, e lançou produtos; como o "Achocolatado da Turminha", pela Predilecta, biscoitos wafer e macarrão instantâneo, pela Faville Alimentos. Além disso, estampa uma variada coleção de camisetas infantil e adulto.

### Personagens adicionados na revista
Inicialmente a turma era composta por apenas cinco integrantes, mas ganhou novos personagens fixos nas edições seguintes. O personagem Zequinha entrou na revista como um coadjuvante em uma partida de futebol, e se tornou um integrante oficial da turminha.
O personagem do Missionário R. R. Soares surgiu do desejo do mesmo em ver como seria sua imagem em cartoon. Ele gostou tanto do resultado, que acabou pedindo que aquele personagem entrasse para os quadrinhos (que ocorreu na edição 23). A criação da Likinha, na edição 34, também veio de um pedido do Missionário, que queria fazer uma homenagem à sua esposa, Maria Magdalena, que também participa do processo de revisão da revista. Likinha é o apelido carinhoso pelo qual o Missionário a chama na vida real. Curiosamente na série "Midinho, o Pequeno Missionário", o apelido do personagem principal também foi inspirado no apelido que R.R. Soares tinha na infância, além disso o personagem também foi inspirado visualmente nele, como se fosse uma "versão criança" do Missionário.

## Desenho animado
A Graça Filmes e a Super Toons produz a série em desenho da Turminha da Graça, que é lançada em DVD (desde 2010)[carece de fontes?] e apresentada nos canais evangélicos da Nossa TV (sistema de TV por assinatura pertencente à R. R. Soares). O desenho também é transmitido pelo programa Show da Fé às quintas-feiras, intercalado com outra atração infantil do programa, o desenho Midinho, o Pequeno Missionário.
- Turminha da Graça em: Ser Criança e Outras Histórias - Vol I[5]
- Turminha da Graça em: Um Desafio da Pesada e Outras Histórias - Vol II[6]
- Turminha da Graça em: Uma Lição Valiosa e Outras Histórias - Vol III[7]
- Turminha da Graça em: As Aparências Enganam e Outras Histórias - Vol IV[8]
- Turminha da Graça em: Vivendo no Mundo da Lua e Outras Histórias - Vol V[9]
- Turminha da Graça em: O Fim do Mundo e Outras Histórias - Vol VI[10]
- Turminha da Graça - Dona Galinha e o Trigo e Outras Histórias
- Turminha da Graça - A Verdadeira Fortaleza e Outras Histórias

## Ligações Externas
- Site oficial
- Site da Graça Editorial
- Predilecta Alimentos
- Faville Alimentos
- Graça Kids